# スイス航空
スイス航空（スイスこうくう、ドイツ語: Swissair AG）は、かつてスイスを拠点として活動していた航空会社である。スイスのフラッグ・キャリアでもあった。
堅実な経営や高い安全性から後述するように「空飛ぶ銀行」の異名を取ったが、1990年代後半の積極経営政策が仇となって経営が悪化した上、2001年のアメリカ同時多発テロによる航空需要の落ち込みが更なる打撃を与えたことなどから、同年10月2日に経営破綻した。その後、2002年4月1日に旧地域子会社のクロスエアがスイス インターナショナル エアラインズに社名を変更し、スイス航空の路線、飛行機、スタッフのほとんどを承継した。スイス航空グループは現在も存続しており、清算中である。
なお、スイスインターナショナルエアラインズは2005年にドイツの航空会社ルフトハンザに買収され、2021年現在もルフトハンザグループの主要航空会社として運航している。

## 歴史

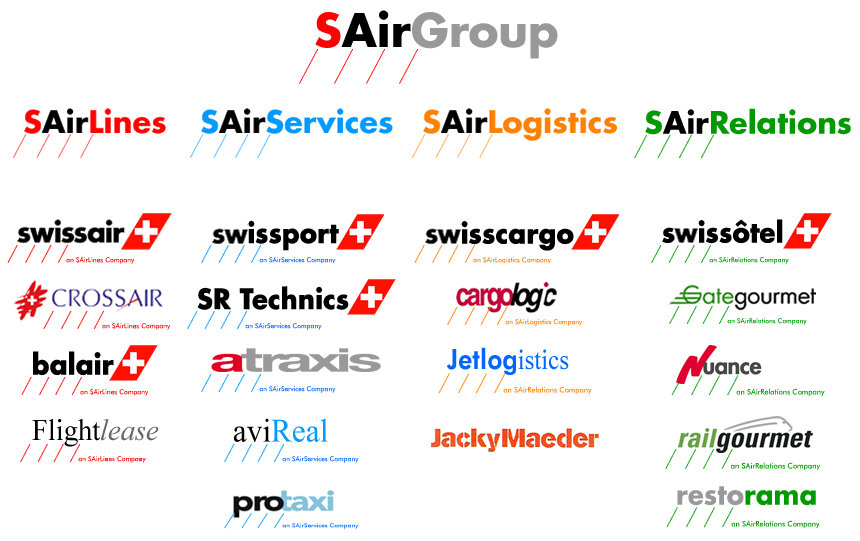
SAirグループ各社

### 設立
スイス航空は1931年、アド・アストラ・エアロとバルエアの合併により設立された。1933年には欧州の航空会社としては初めてとなるスチュワーデスを採用し、翌年には欧州初となるダグラスDC-2を導入した。第二次世界大戦中は他国の航空会社同様大半の路線を休止せざるを得無くなるが、ドイツとの間の国際線は1944年末まで飛ばし続けた。戦後は復興需要も合わさって躍進を遂げ、1947年にはスイス政府が株式の30パーセントを取得しナショナルフラッグキャリアとなった他、欧州の航空会社としては初となる大西洋線を開設する。以後、1954年に南米線を、1957年に南回りヨーロッパ線として羽田線を開設するなど順調に路線網を拡大していく。

### 「空飛ぶ銀行」と経営多角化
やがて1970年代初頭よりその堅実な経営や高い安全性から、スイス航空は「空飛ぶ銀行」と呼ばれるようになった。その後も順調に発展を続け、1980年にネスレと合弁でスイスホテルを設立、ホテル事業に進出する。その後1990年にネスレとの合弁を解消しスイスホテルを買収。1991年には地域航空会社のクロスエアを事実上傘下に置き、1992年、クロスエアやオーストリア航空などとの共同マイレージサービス「クオリフライヤー」を開始する。この他にもチャーター航空会社のバルエアを傘下に置いた他、経営多角化路線を取り、1997年にはグループの統括持株会社としてSAirグループを設立すると共に、その下に航空事業・リース事業などを統括するSAirラインズ、空港サービスや航空機メンテナンス事業、ITサービス事業を統括するSAirサービス、航空貨物など物流事業を統括するSAirロジスティクス、ホテル事業やレストラン事業などを統括するSAirリレーションズの4つの持株会社を設立し、関連会社と共にその傘下に入った。

### 他社との航空連合形成の失敗
一方、1990年代に航空自由化が進展し他社との競争が激化していくと、規模的には他国のメガキャリアに一段劣るスイス航空は他社との航空連合形成で生き残りを図ろうとする。そして1996年にデルタ航空、シンガポール航空と提携し初の世界規模の航空連合「グローバル・エクセレンス」を形成するが、3社共それぞれスターアライアンスやワンワールドなど他の航空連合に加盟する航空会社との提携を個別に始めてしまったため、航空連合として成熟する前に事実上空中分解してしまった。また、これに先立つ1993年には、オーストリア航空、KLMオランダ航空、スカンジナビア航空と共に「アルカザール（Alcazar）」と呼ばれる航空連合を結成しようとするが、各社間で折り合いがつかずにこの構想も頓挫することとなった。

### 「ハンター戦略」とクオリフライヤーグループの形成
そこで1990年代後半、スイス航空はアメリカのコンサルタント会社マッキンゼーと共に「ハンター戦略（Hunter Strategy）」と呼ばれる経営戦略を開始する。これは大手他社との提携ではなく他の航空会社への出資や買収によって自社のシェア拡大を目指すことを目的としたもので、この戦略に基づきサベナ・ベルギー航空を皮切りにAOMフランス航空、LOTポーランド航空、TAPポルトガル航空などヨーロッパの中小航空会社との資本提携を次々に行い、これら資本提携した航空会社群やオーストリア航空と共にマイレージサービスに過ぎなかったクオリフライヤーを航空連合「クオリフライヤーグループ」へと発展させ、スイス航空はその盟主となった。

### 経営悪化、そして破綻へ
しかし、この積極的な経営戦略が結果的にスイス航空破滅の要因となった。1990年代末頃からサベナ・ベルギー航空やAOMフランス航空などハンター戦略によって傘下におさめた航空会社の業績が急速に悪化し、スイス航空の経営にも悪影響を及ぼし始める。その最中の1998年、スイス航空111便墜落事故（カナダのノバスコシア州ハリファクス付近の海上でスイス航空のMD-11が墜落・乗員乗客全員が死亡した）を引き起こしたことで顧客離れを招き、さらにこの事故による遺族への莫大な賠償金を支出せざるを得ない状況が加わったことで、スイス航空の赤字はさらに加速する結果となった。この状況下でもなおスイス航空はハンター戦略を継続しようとしたが、経営陣が更迭されたことでハンター戦略も終焉を迎えた。
その後、ネスレなどから経営者を招聘してスイスホテルの売却や傘下の航空会社から出資を引き上げるなどの手段で経営再建を図ったが上手くいかず、そこへ2001年のアメリカ同時多発テロ事件で航空需要が落ち込み資金繰りが悪化したことで自力での再建を断念。UBSやクレディ・スイス主導の元、クロスエアに大半の路線を承継させてスイス航空を清算する再建案が策定されるが、その実行直前の同年10月2日、UBSからのクロスエア株の売却資金の振り込みが遅れたことで資金ショートを起こして経営破綻し、全便の運航を停止した。

### 破綻後
その後、スイス政府によるつなぎ融資により運航を再開。当初の予定通りクロスエアに路線網の大半と資産を引き継がせ、2002年3月31日にスイス インターナショナル エアラインズとして運航を開始させた。そして翌4月1日、サンパウロ発チューリッヒ行きスイス航空145便の到着を持って、スイス航空はその71年の歴史に幕を閉じた。
なお、スイス インターナショナル エアラインズは2006年にスターアライアンスに加盟した後、2007年にルフトハンザドイツ航空の傘下に入った。現在はルフトハンザグループの主要航空会社として、子会社のエーデルワイス航空と共に運航を続けている。

## スイス航空アジア
スイス航空は、中華民国（台湾）への路線のみを、他のヨーロッパの航空会社と同様、「スイス航空アジア（Swissair asia）」と別会社を装って運航していた。通常の垂直尾翼はスイス国旗をイメージしたものだが、スイス航空アジアはスイスを示す漢字の「瑞」が描かれていた。
- スイス航空アジア塗装のマクドネル・ダグラスMD-11

## 使用していた主な機材
ボーイング製航空機の顧客番号（カスタマーコード）は57だった。スイス航空の機材はダグラス・エアクラフト及びその後継であるマクドネル・ダグラス製の機体が多かったが、後年はエアバス製の機体も導入している。
- カーチス T-32
- ダグラスDC-2
- ダグラスDC-3
- ダグラスDC-4
- ダグラスDC-6
- ダグラスDC-7
- ダグラスDC-8
- ダグラスDC-9
- マクドネル・ダグラスMD-81/MD-82/MD-83
- マクドネル・ダグラスDC-10
- マクドネル・ダグラスMD-11
- コンベア440メトロポリタン
- コンベア880
- コンベア990コロナード
- フォッカー F27フレンドシップ
- フォッカー 100
- ボーイング747
- ボーイング727
- シュド・カラベル
- BAC 1-11
- エアバスA310（ローンチカスタマー）
- エアバスA320シリーズ
- エアバスA330
- エアバスA340(計画のみ)

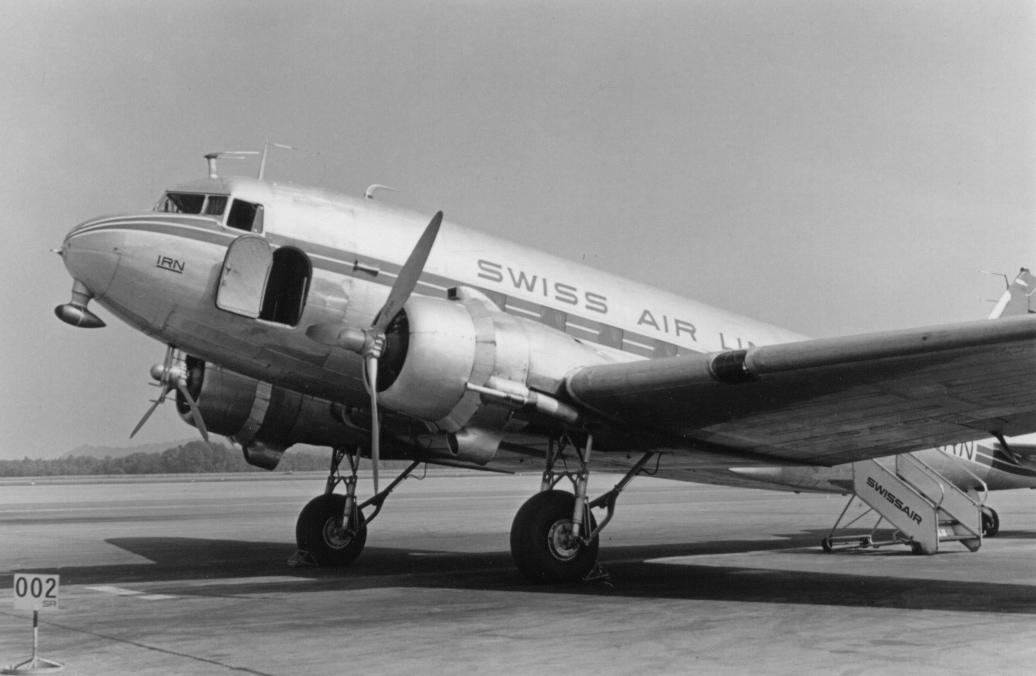
DC-3
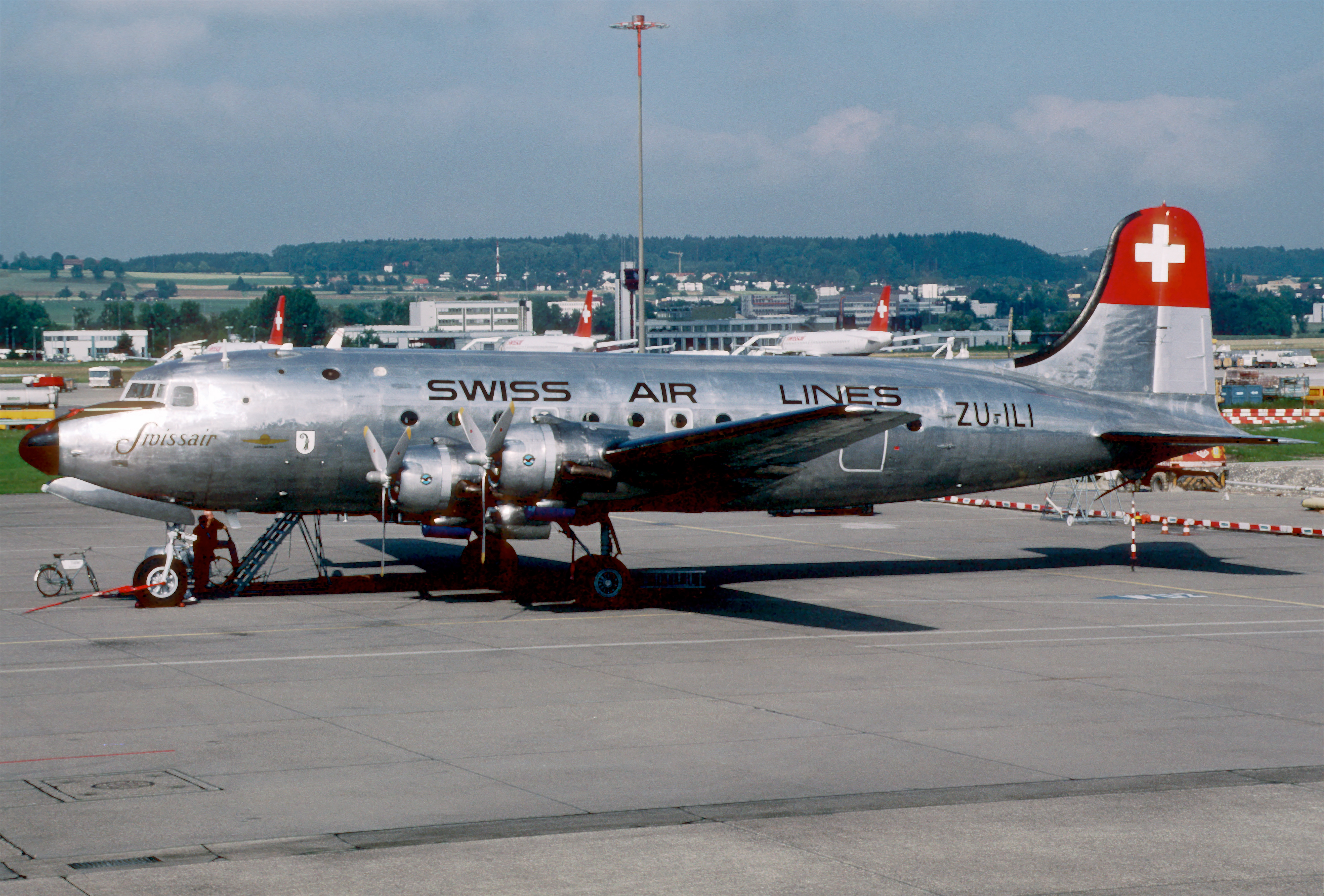
DC-4
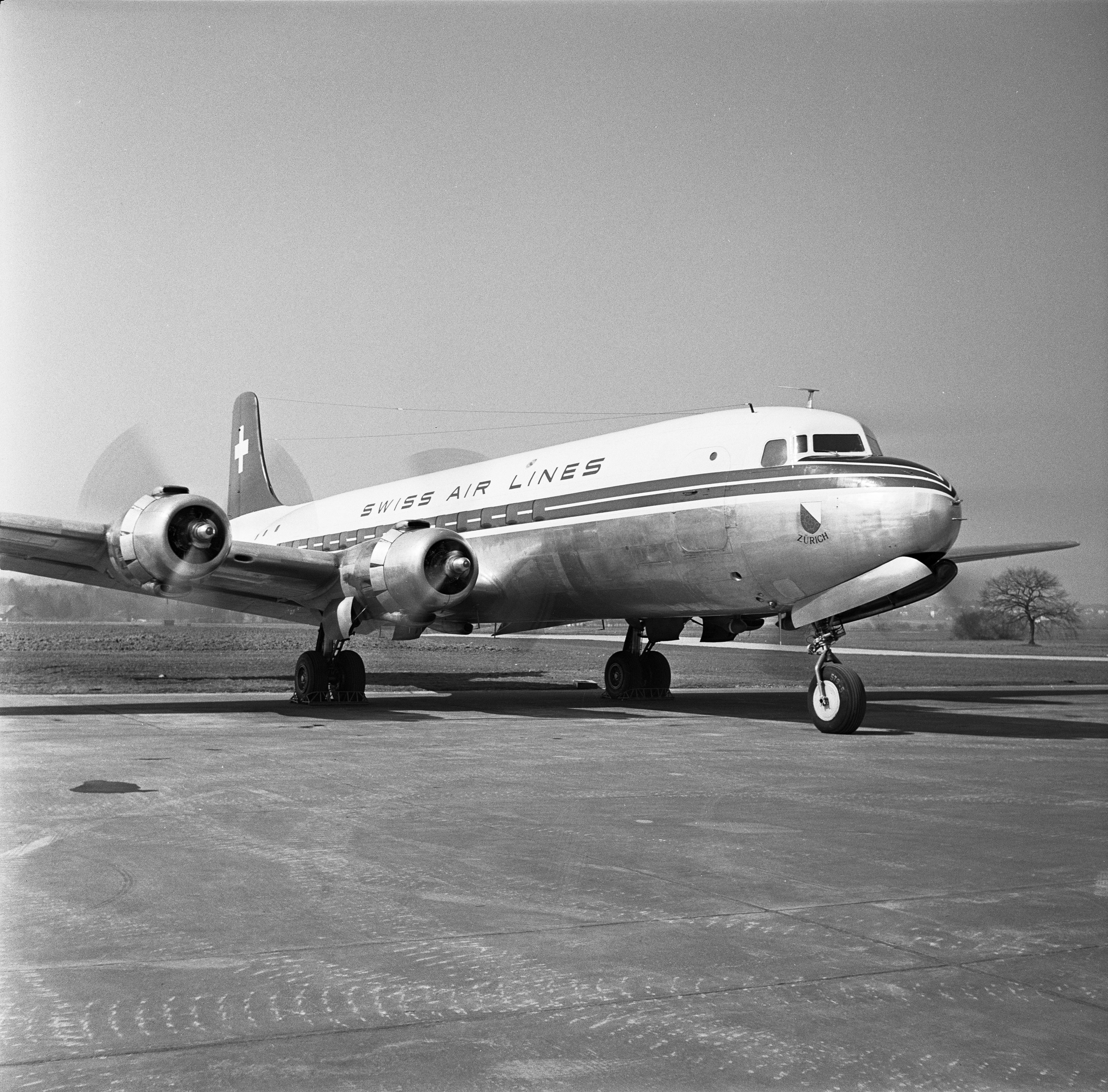
DC-6
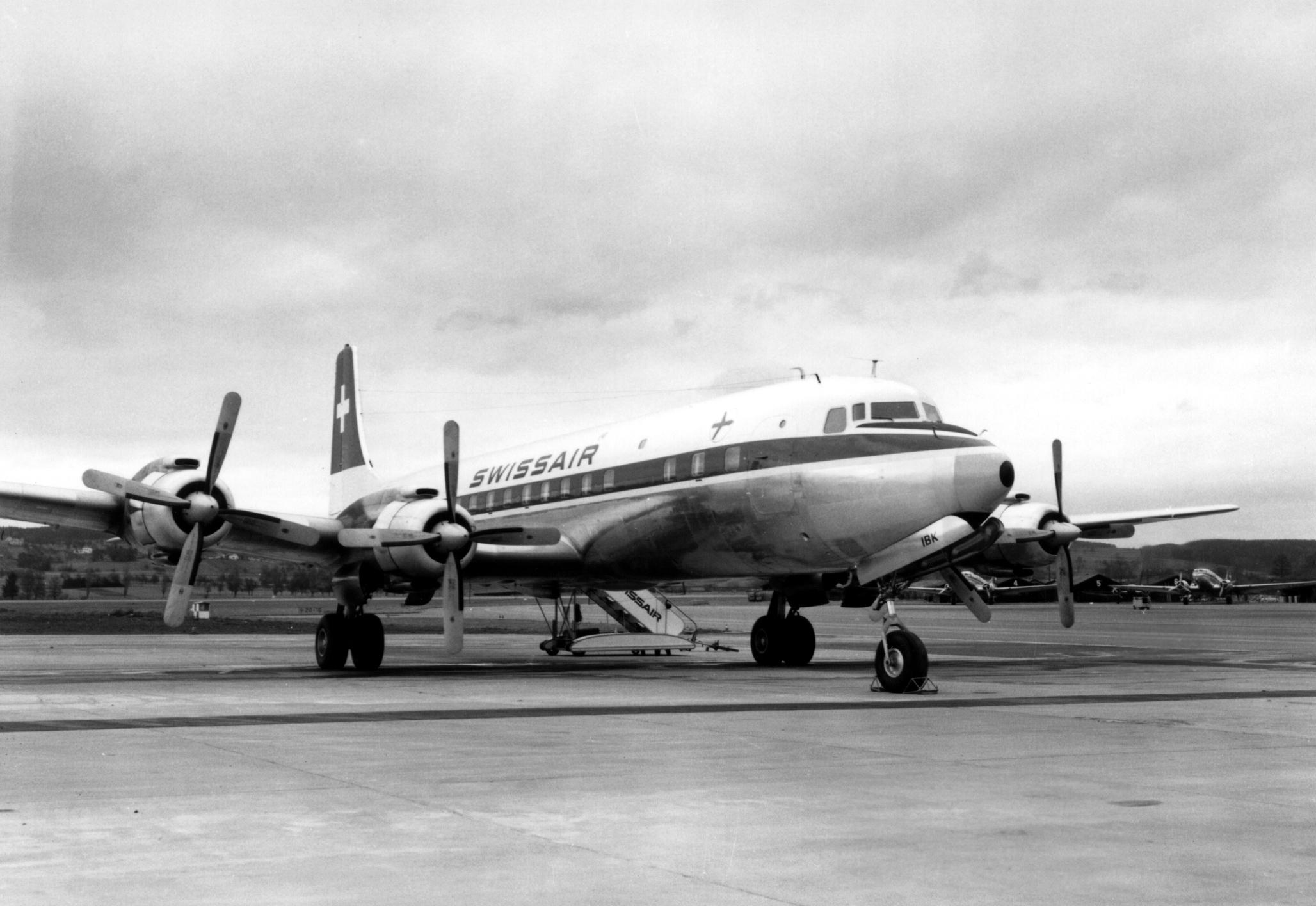
DC-7
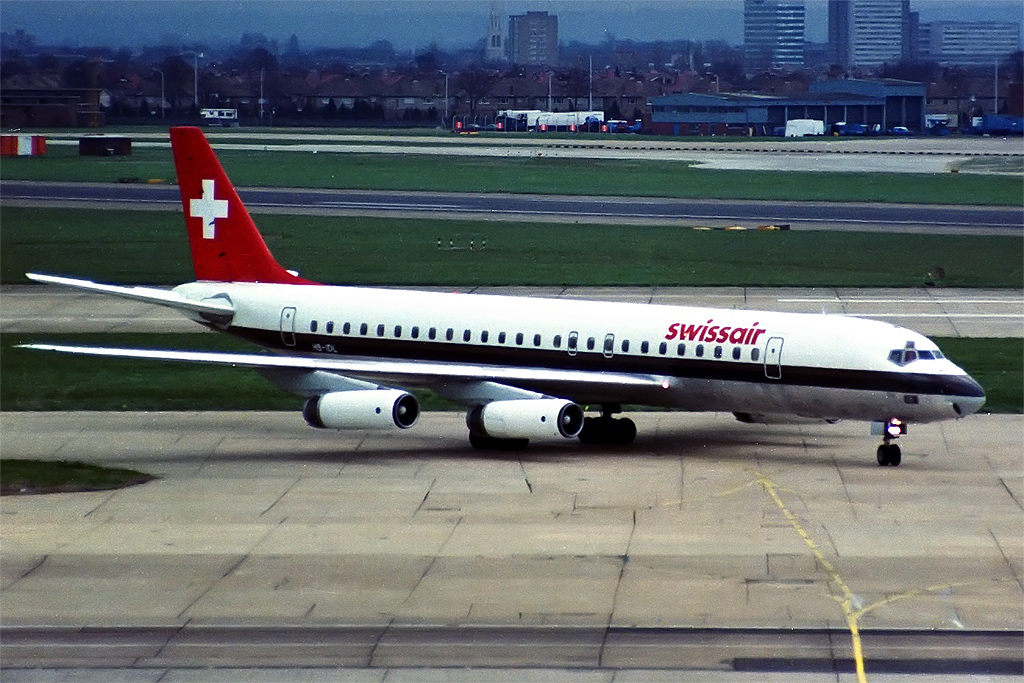
DC-8-62
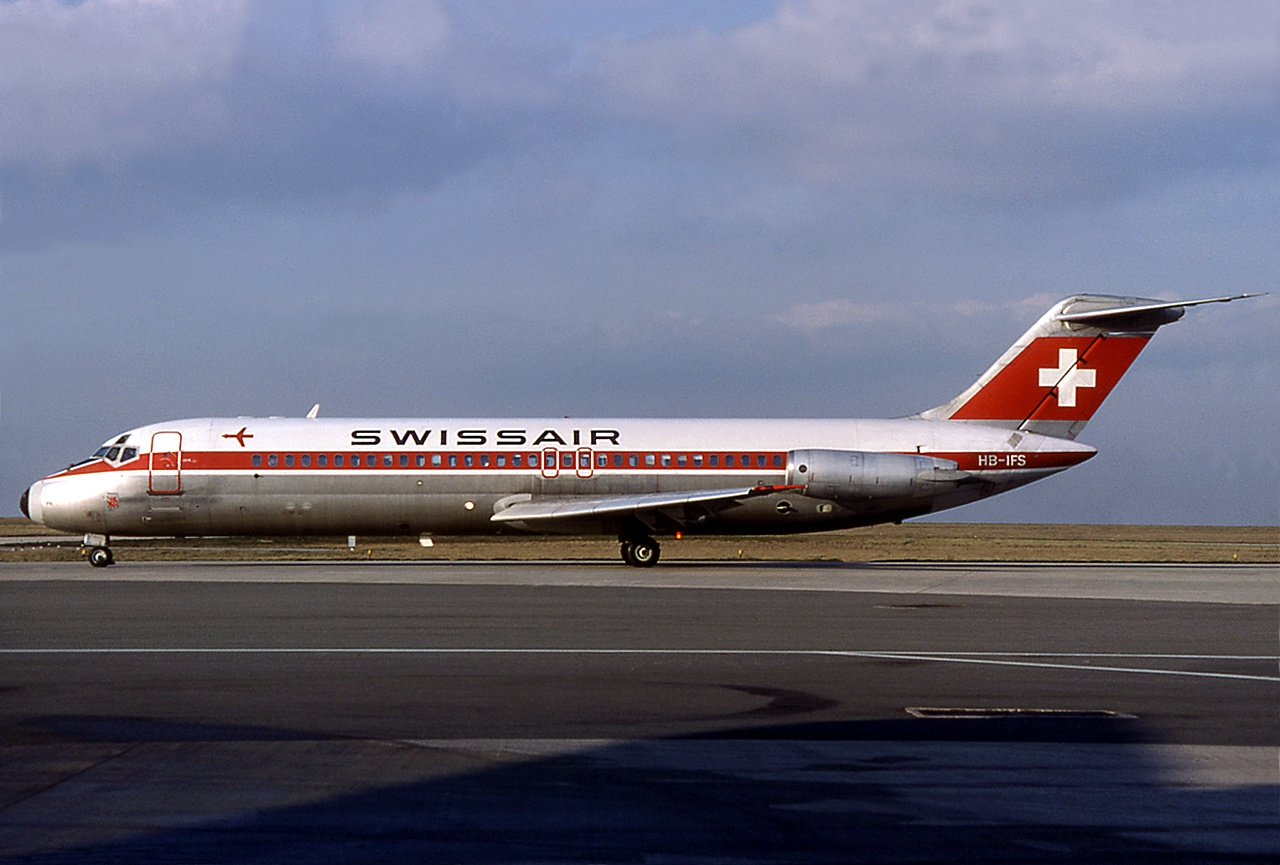
DC-9-32
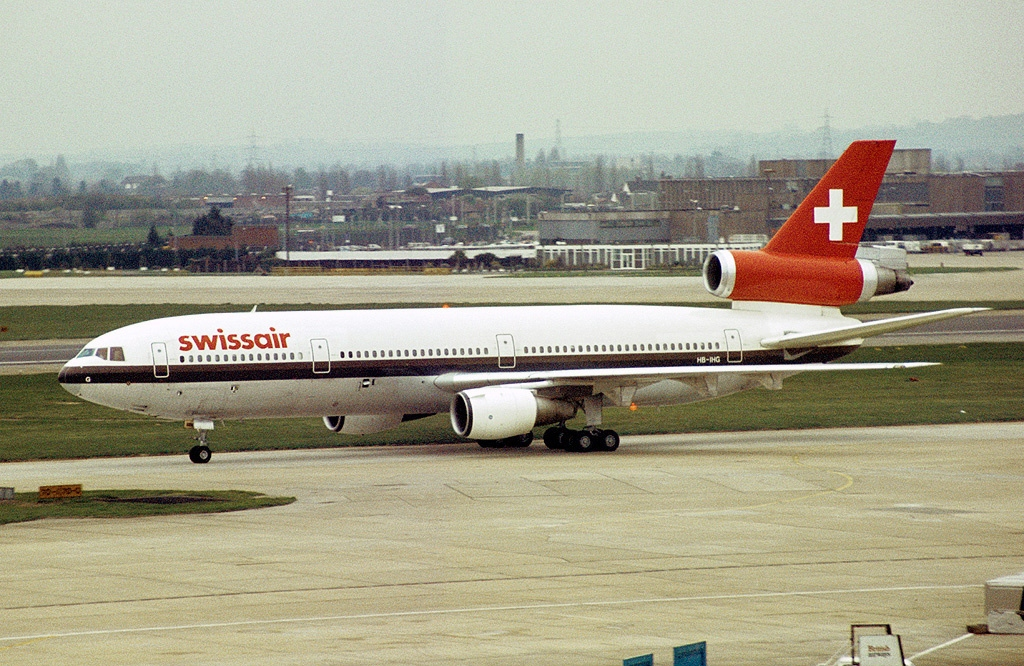
DC-10-30
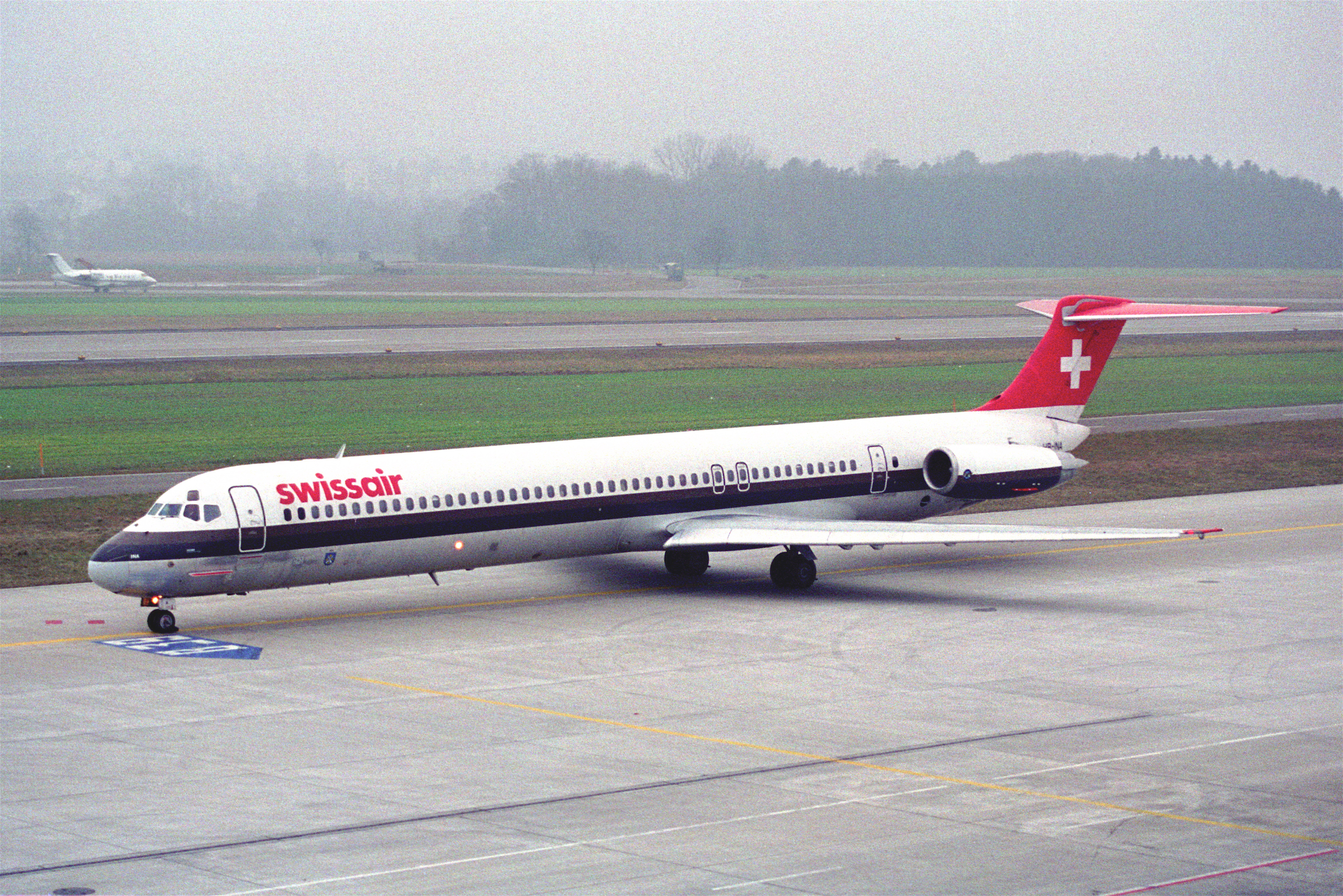
MD-81
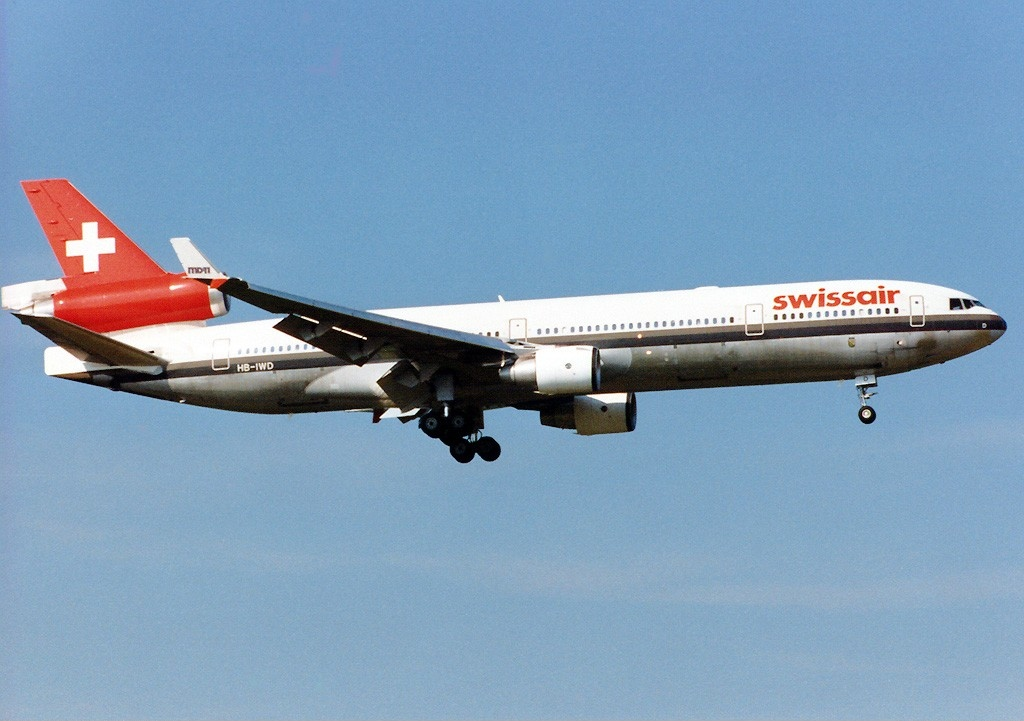
MD-11
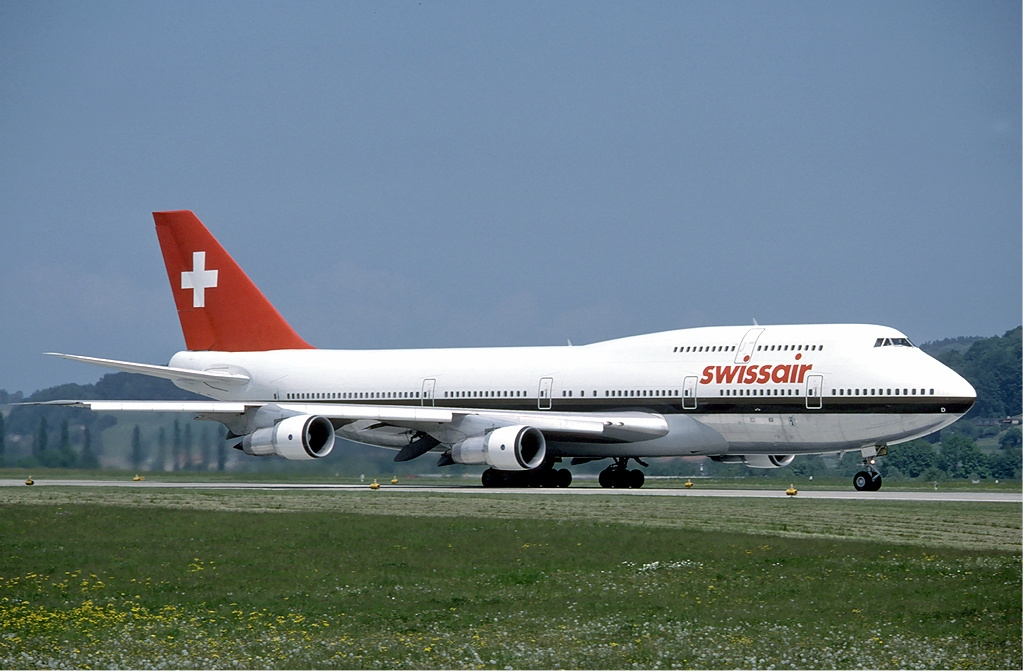
ボーイング747－300
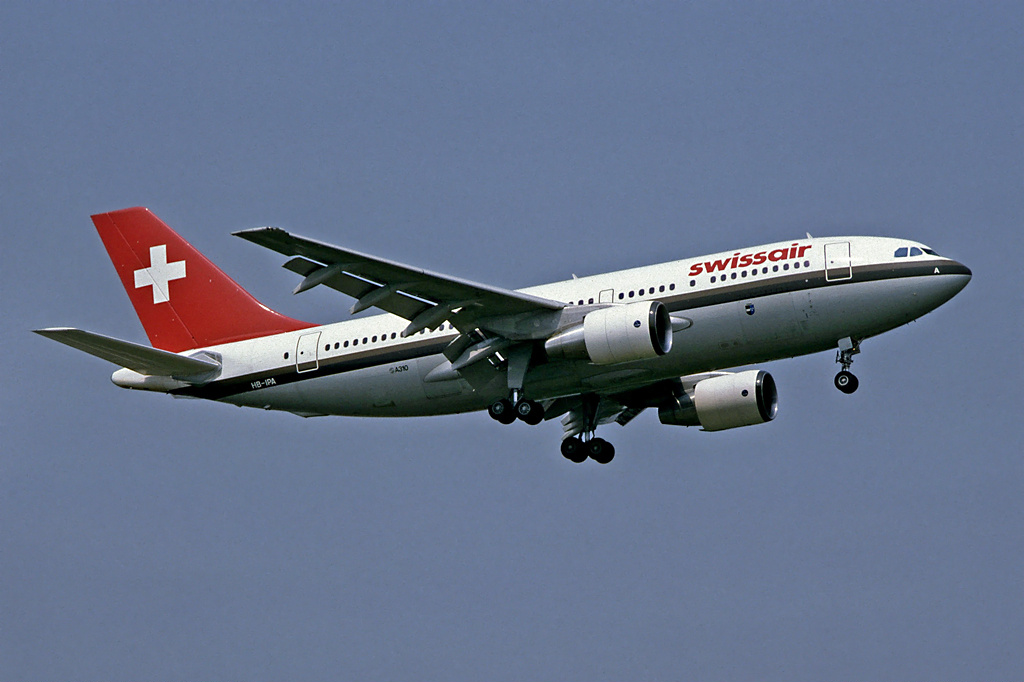
エアバスA310
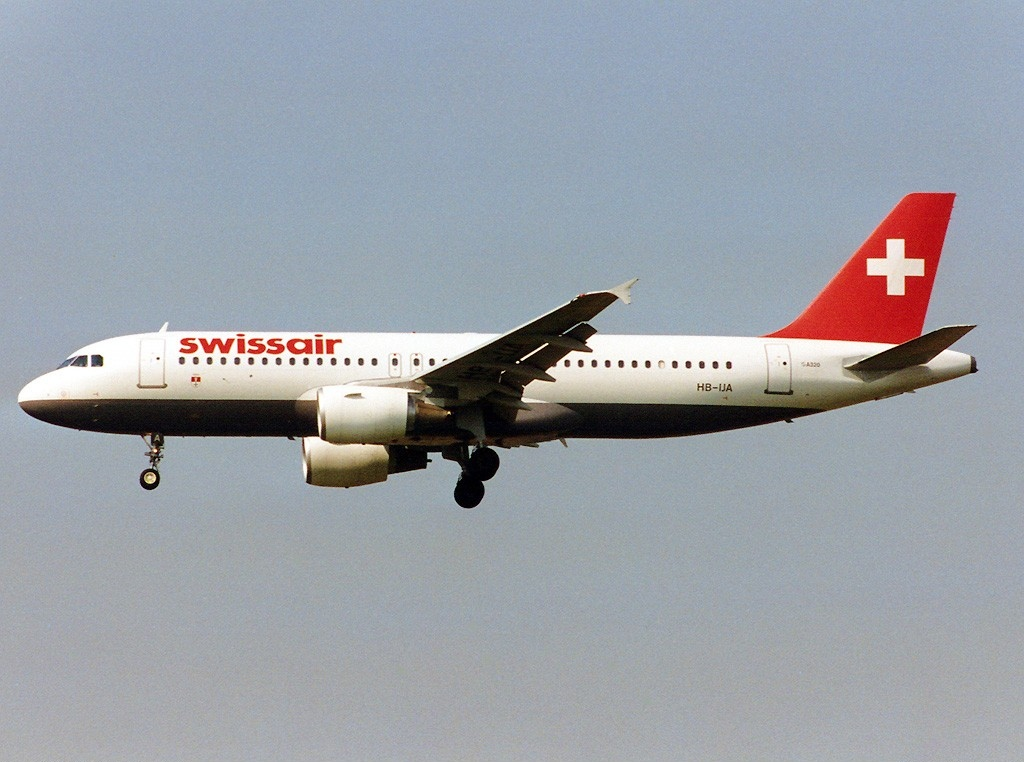
エアバスA320
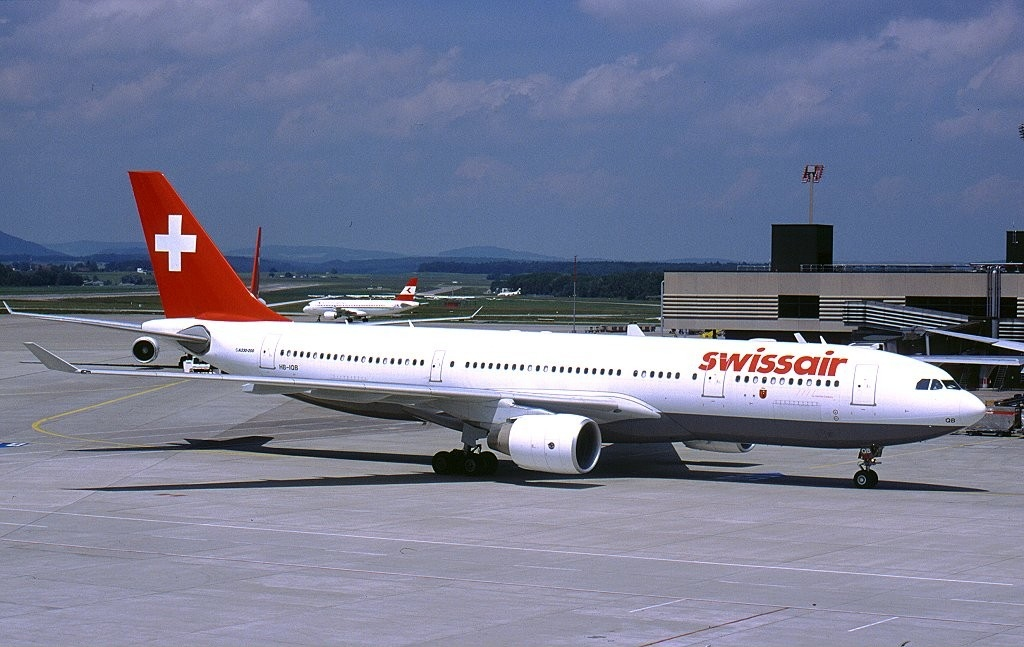
エアバスA330
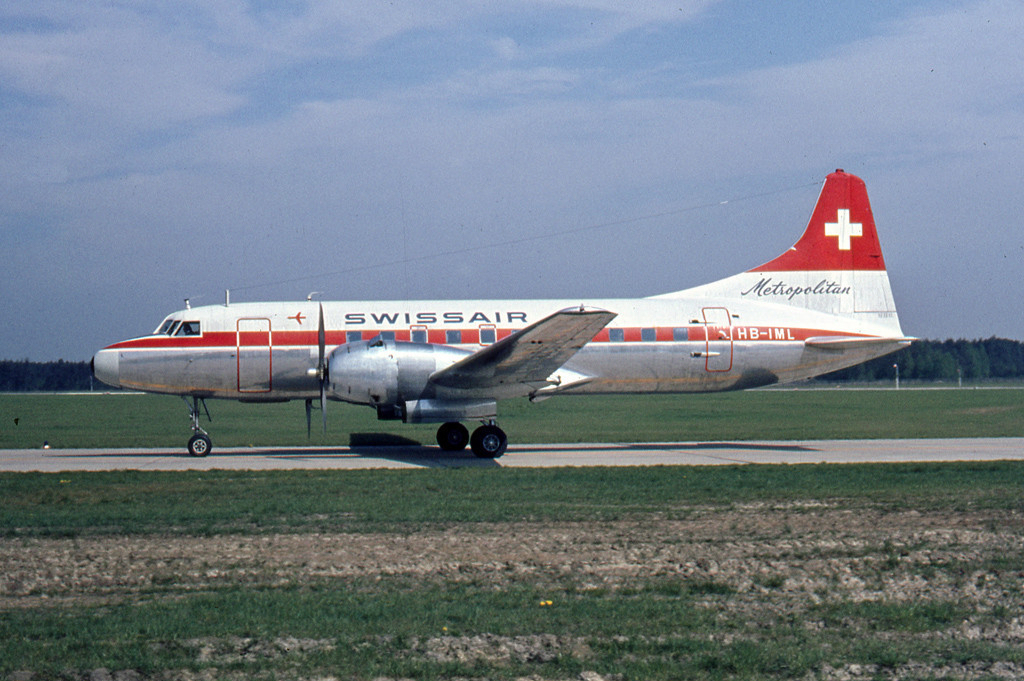
コンベア440
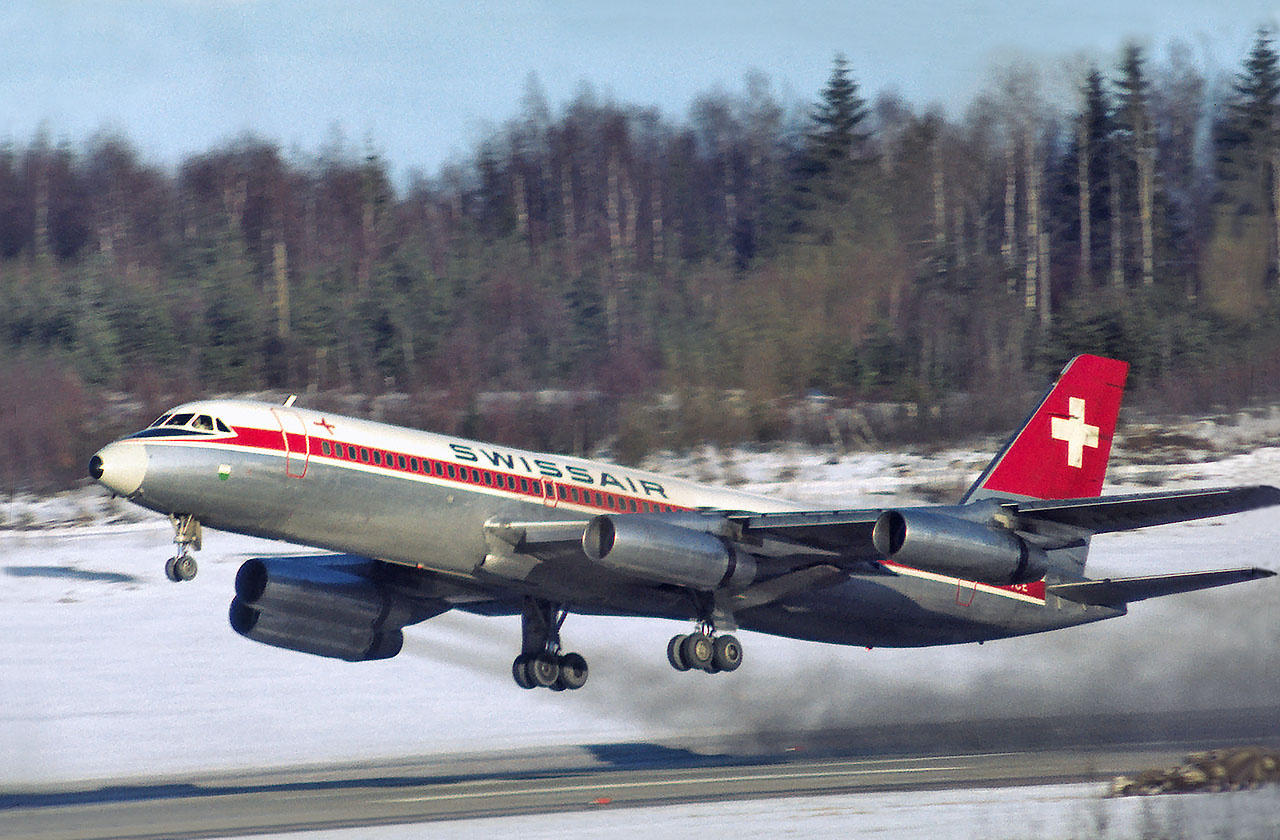
コンベア990
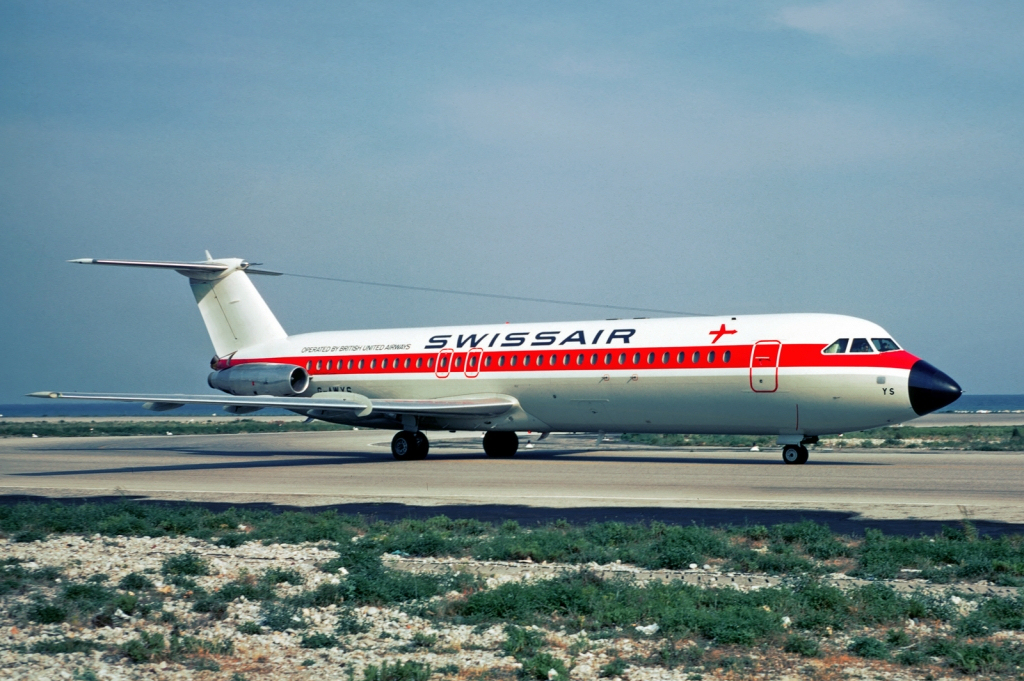
BAC1-11
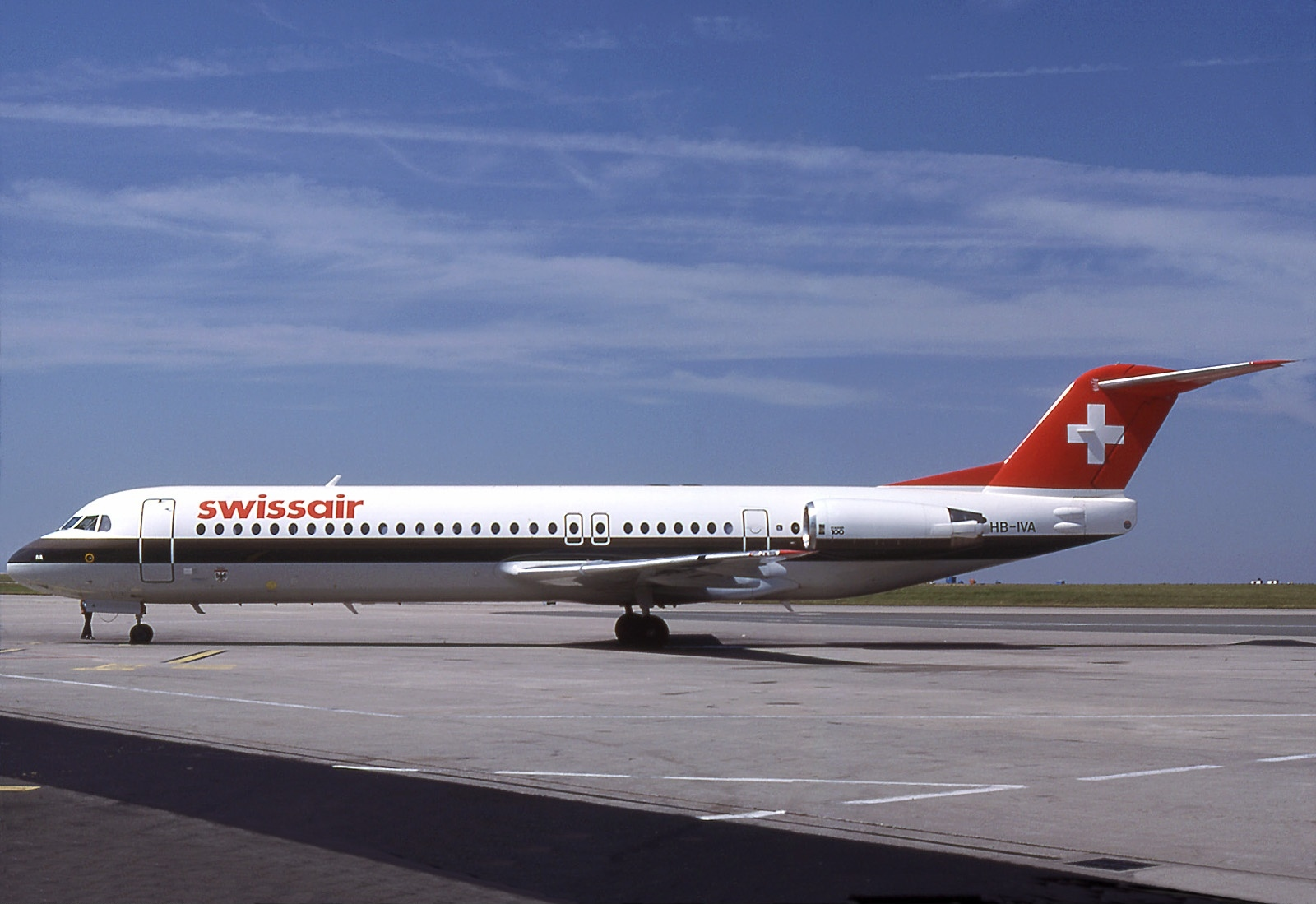
フォッカー100
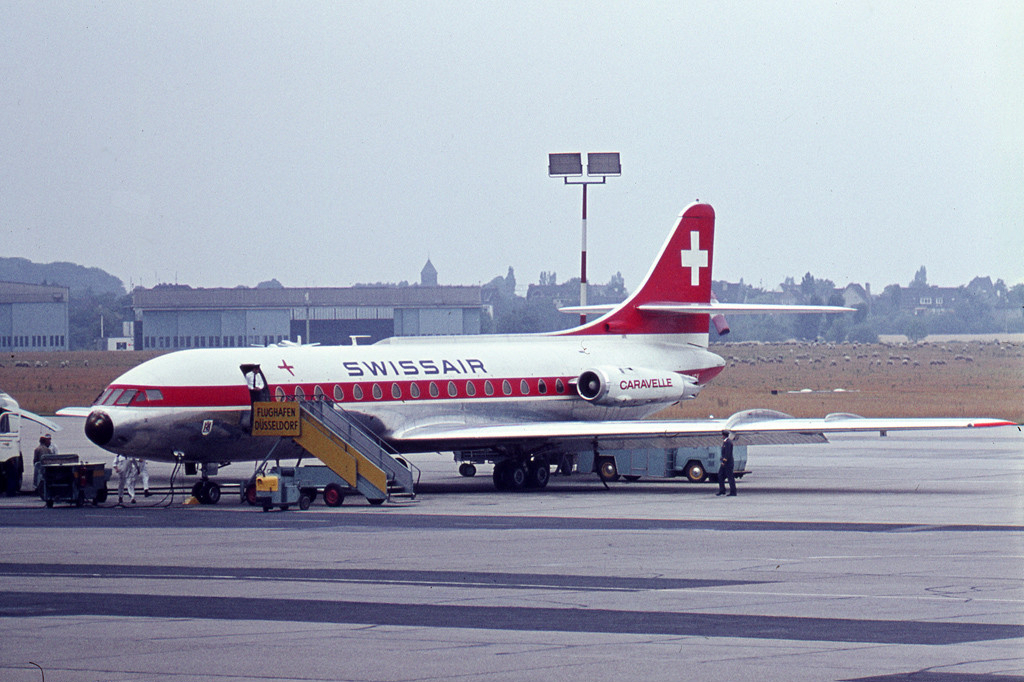
シュド・カラベル

## 航空事故
- スイス航空306便墜落事故 1963年9月
- スイス航空330便爆破事件 1970年2月
- スイス航空316便着陸失敗事故 1979年10月
- スイス航空111便墜落事故 1998年9月